# Festival de Cine Urbano Británico de Londres
El Festival de Cine Urbano Británico de Londres (abreviado BUFF) es un festival de cine independiente anual celebrado en Londres, Inglaterra.
Fue creado en julio de 2005 con el objetivo de exhibir cine urbano independiente en ausencia de una actividad patrocinada por el Estado en el Reino Unido. Con el apoyo de cineastas y actores británicos, la organización fue creada por Emmanuel Anyiam-Osigwe con el nombre de BUFF Enterprises Ltd.